# Онок
Оно́к (укр. Онок) — село в Виноградовской городской общине Береговского района Закарпатской области Украины.
Население по переписи 2001 года составляло 3094 человека. Почтовый индекс — 90313. Телефонный код — 03143. Занимает площадь 7,2 км². Код КОАТУУ — 2121283601.